# Mariestad
Mariestad je grad u središnjem dijelu južne Švedske u županiji Västra Götaland.

## Stanovništvo
Prema podacima o broju stanovnika iz 2005. godine u gradu Mariestada živi 15.448 stanovnika, dok je prosječna gustoća naseljenosti 14,1 stan./km2.

## Vanjske poveznice
- Službena stranica grada

### Ostali projekti
|  | Zajednički poslužitelj ima još gradiva o temi Mariestad |